# Notre-Dame-de-Bliquetuit
Notre-Dame-de-Bliquetuit är en kommun i departementet Seine-Maritime i regionen Normandie i norra Frankrike. Kommunen ligger i kantonen Caudebec-en-Caux som tillhör arrondissementet Rouen. År 2022 hade Notre-Dame-de-Bliquetuit 824 invånare.

## Befolkningsutveckling
Antalet invånare i kommunen Notre-Dame-de-Bliquetuit
| Referens: INSEE |